# Berea (Ohio)
Berea es una ciudad ubicada en el condado de Cuyahoga, Ohio, Estados Unidos. Es un suburbio de la ciudad de Cleveland. Según el censo de 2020, tiene una población de 18,545 habitantes.

## Geografía
La ciudad está ubicada en las coordenadas 41°22′14″N 81°51′42″O / 41.37056, -81.86167. Según la Oficina del Censo de los Estados Unidos, Berea tiene una superficie total de 15 km², de la cual 14.71 km² corresponden a tierra firme y 0.29 km² es agua.

## Demografía
Según el censo de 2020, hay 18,545 personas residiendo en Berea. La densidad de población es de 1260.71 hab./km². El 83.48% son blancos, el 6.78% son afroamericanos, el 0.23% son amerindios, el 2.22% son asiáticos, el 0.04% son isleños del Pacífico, el 1.03% son de otras razas y el 6.22% son de dos o más razas. Del total de la población, el 4% son hispanos o latinos de cualquier raza.